# John Yudkin
John Yudkin (ur. 8 sierpnia 1910 w Londynie, zm. 12 lipca 1995 tamże) – brytyjski fizjolog i specjalista żywienia, jeden z pionierów badań nad szkodliwością nadmiernego słodzenia.

## Życiorys
Urodzony w Londynie 8 sierpnia 1910 roku, był jednym z sześciu synów żydowskich imigrantów z Rosji. Jego ojciec zmarł, gdy miał siedem lat. Od dziecka wykazywał duży talent do nauki, ukończył Grocers' School, Chelsea Polytechnic i Christ’s College w Cambridge, gdzie studiował fizjologię i biochemię. Studia doktoranckie opłacił ze stypendium ufundowanego przez Marjorie Stephenson. W latach 1930. zainteresował się zagadnieniami żywienia. Aby kontynuować pracę w tym kierunku ukończył studia medyczne, po czym podjął pracę w Dunn Nutritional Laboratories w Cambridge.
W czasie II wojny światowej był lekarzem wojskowym i służył w Afryce zachodniej. Po wojnie pracował w Queen Elizabeth College w Londynie, gdzie zorganizował departament badań nad żywieniem. Doprowadził także do utworzenia studiów licencjackich i magisterskich z żywienia. Przyczynił się do nadania tej jednostce dużego prestiżu i międzynarodowego uznania. Autor książki poświęconej związkom cukru z otyłością i chorobami układu krążenia „Pure, White and Deadly” (1972 r.), która została zdyskredytowana przez środowisko medyczne i przemysł spożywczy. Dopiero badania prowadzone w późniejszych latach wykazały słuszność jego tez, a do popularyzacji badań Yudkina przyczynił się prof. Robert Lustig.
Wychowany w ortodoksyjnym żydowskim domu, przez całe życie utrzymywał związki ze społecznością żydowską. Z tego powodu szybko przyjął propozycję władz Izraela i podjął pracę na Uniwersytecie Hebrajskim w Jerozolimie.
Po zaledwie kilku tygodniach znajomości ożenił się w 1933 r. z Milly Himmelweit, imigrantką z Niemiec.
Zmarł 12 lipca 1995 r. w Londynie.